# 금암역
금암역(琴巖驛)은 청원군 북이면에 위치했던 충북선의 역이었다. 현재는 폐역으로, 이 일대에 공업단지가 들어서 있다.

## 역명 유래
본래 청주군 산외이면의 지역으로 거문고와 같이 생긴 바위가 있어 금암리라 불린데서 비롯되었다.

## 연혁
- 1960년 2월 21일 : 무배치간이역으로 영업 개시[2]
- 1974년 8월 15일 : 폐지[3]